# Soldier of Fortune II: Double Helix
Soldier of Fortune II: Double Helix é um game criado pela Raven Software, sendo uma seqüencia direta de Soldier of Fortune 1. Ele foi desenvolvido usando a engine do jogo Quake III: Team Arena. Mais uma vez, a Raven contratou John Mullins para atuar como o jogador principal deste game. Com base nos comentários e críticas do jogo original, a Raven Software desenvolveu Soldier of Fortune II para ser um jogo mais realista , sendo assim ela baseou a jogabilidade do mesmo em games como Operation Flashpoint: Cold War Crisis e Tom Clancy's Rainbow Six ao invés de Quake. Uma seqüencia intitulada Soldier of Fortune: Payback, foi lançada pela Cauldron HQ tendo o Microsoft Windows, PlayStation 3 e Xbox 360 como plataformas em 2007.

## História
O tema da seqüencia novamente é a guerra biológica. O mercenário Mullins e sua nova parceira,  Madeline Taylor, vão para a Colômbia investigar um surto viral em uma pequena cidade, para logo depois descobrir sobre uma obscura organização terrorista chamada Prometheus. O vírus, chamado Romulus, é acompanhado por um vírus de computador chamado Remus , que está programado para apagar arquivos em qualquer computador do mundo, neste caso, os arquivos relativos à Prometheus e Rômulo,e , portanto, evitando que um antivírus possa ser formulado. A organização Prometheus então planeja chantagear a cúpula dos países G8 na Suíça pedindo bilhões de dólares para não efetuar um ataque terrorista massivo.

## Personagens
- John Mullins: Nascido e criado no sudoeste de Oklahoma, Mullins serviu por três missões no Vietnã, sendo condecorado três vezes. Ele também foi membro do polêmico Programa Phoenix grupo criado para assassinar altos oficiais Vietcong's. Mullins se aposentou do exército para se tornar um "consultor", ou mercenário, 12 anos atrás. Ele agora assume trabalhos da Organização das Nações Unidas. Com uma configuração média, Mullins possui força e velocidade que poucos homens possuem. John Mullins é dublado por Todd Susman.
- Madeline Taylor: Com a morte de Hank ,antigo parceiro de John, The Shop (Organização secreta que Mullins pertence) procurou um novo aliado apropriado para substitui-lo. Madeline foi escolhida. Embora ela seja uma agente de campo treinada na íntegra, a especialidade de Taylor é a pesquisa médica humana, fazendo dela um aliado valioso na luta contra armas químicas e biológicas. Madeleine Taylor é dublado por Iris Bahr.
- Sam Gladstone: Um senhor barbudo de 62 anos dono de um sebo de livros trabalhando para The Shop em tempo integral. Foi capitão no Vietnã, e trabalhou vários anos com a CIA. Ele é dono da pequena empresa é conhecido como Livros Usados Goldberg. Por trás das estantes de livros antigos no entanto existe um laboratório escondido que contém a última tecnologia em armas. Sam Gladstone é dublado por Earl Boen.
- Dr. Piotr Ivanovich: Um Biocientista da antiga União Soviética's , Dr. Ivanovich trabalhou em armas químicas por um longo período de tempo. Ao contrário de seus companheiros no entanto, ele quer sair deste meio. Ivanovitch possui amplo conhecimento de assuntos secretos o que desperta em certos grupos terroristas interesse em rapta-lo. Ele passou a maior parte de seu conhecimento para seu jovem protegido, Dr. Dmitry Sestrogor. Dr. Piotr Ivanovich é dublado por Alan Oppenheimer.
- Dr. Dmitry Sestrogor: Uma figura misteriosa, Dmitry Sestrogor está por trás da produção de várias bio-armas que foram utilizadas em todo o mundo. Este homem, porém, não é um cérebro criminoso. Ele é mantido como refén pelo grupo Prometheus, Dr. Sestrogor foi forçado a desenvolver armas mortais em troca de sua vida. Dr. Dmitry Sestrogor é dublado por Michael Bell.
- Anthony Michaels:  É o diretor do The Shop, Michaels opera sob o mais rigoroso sigilo. Durante anos, ele esteve a frente da organização, na esperança manter o terrorismo sob controle. Michaels é uma figura extremamente poderosa em seu próprio direito, sendo o chefe de uma organização que não deve nenhuma fidelidade a qualquer governo e de ter uma vasta rede de informantes e agentes em todo o mundo. Anthony Michaels é dublado por Clam Clarke.

Outros personagens do jogo incluem Subdiretor Wilson (Mark Hamill), Deviant1 (Rosalind Chao), Manuel Vergara (Gustavo Vargas) e 'Alex' Skip Larson (Dee Bradley Baker).

## Jogabilidade
O ponto forte desta série, é a representação gráfica de desmembramento do corpo humano. GHOUL 2.0, é como a nova engine foi chamada, a mesma possui 36 zonas de desmembramento corporal e renderização realista de sangue, permitindo detalhadas visualizações de estilhaçamento do corpo humano.
Em contraste com o primeiro jogo, Soldier of Fortune II tem um número mais diversificado de armas. Várias destas armas podem ter acessórios especiais, como mira-laser.
Na campanha Singplayer (para um jogador), também é possível ter duas armas em cada mão (akimbo weapons). Ao contrário do jogo original, não existem armas futuristas ou elementos de ficção científica. A mais avançado arma encontrada é o OICW, que é baseado em um protótipo de armamento de ex-militares dos Estados Unidos.

## Multiplayer
No modo multiplayer, existem cinco tipos de jogos: team deathmatch, infiltração, capture the flag, deathmatch, e eliminação. Além disso, os patches 1.01, 1.03 acrescentam o modo demolição. Demolição é o modo que mais se assemelha com o estilo Counter-Strike por causa de sua natureza baseada em plantar/desarmar bombas. Na demolição, eliminação e infiltração, o jogo acontece em ciclos, e os jogadores não podem reaparecer quando estiverem mortos até o final da rodada. Atualmente existem vários modos que melhoraram o estilo de jogo online entre eles o Rocmod, XSMOD, OSP e o Rocmod_V8. Esses mods permitem adicionar ou modificar o estilo e o damage das armas bem como a estrutura de sua jogabilidade. Cada servidor online pode escolher o modo que melhor lhe agrade para seu estilo de jogo.